# Aristida adoensis
Aristida adoensis är en gräsart som beskrevs av Ferdinand von Hochstetter och Achille Richard. Aristida adoensis ingår i släktet Aristida och familjen gräs. Inga underarter finns listade i Catalogue of Life.